# Nikólaos Kaloudákis
Nikólaos Kaloudákis (en grec moderne : Νικόλαος Καλουδάκης ; né le 18 mars 1984 à Héraklion) est un coureur cycliste grec.

## Palmarès sur route

### Par années
- 2004
  -  Champion de Grèce sur route espoirs
- 2005
  - 2e du championnat de Grèce du contre-la-montre par équipes
- 2007
  - 2e du championnat de Grèce sur route
- 2008
  -  Champion de Grèce sur route
  - 1re (contre-la-montre par équipes) et 2e étapes du Tour de Kazantzákia

### Classements mondiaux
| Année           | 2005  | 2006 | 2007 | 2008 |
| --------------- | ----- | ---- | ---- | ---- |
| UCI Europe Tour | 1213e |      | 522e | 418e |

## Palmarès sur piste

### Championnats des Balkans
- Athènes 2007
  -  Médaillé d'argent de la poursuite par équipes (avec Angelís Armenatzoglou, Fótis Antonarákis et Ioánnis Maravelákis)

### Championnats nationaux
- 2004
  - 2e du championnat de Grèce de poursuite par équipes
- 2005
  -  Champion de Grèce de poursuite par équipes (avec Angelís Armenatzoglou, Thomás Ródios et Adamantios Valergas)
- 2008
  - 2e du championnat de Grèce de poursuite par équipes